# Zaostala napetost
Zaostále napétosti so napetosti, ki ostajajo v telesu, ko so nanje prenehale delovati obremenitve (zunanje sile, padec toplote). Ostajajo vzdolž preseka komponente tudi brez zunanjega vpliva. Nastanejo zaradi različnih vzrokov, na primer neprožnih deformacij ali toplotne obdelave. Toplota, ki nastaja pri varjenju, lahko povzroča lokalno širjenje materiala. Lahko ga povzroča tako dodajni material ali pa varjenci sami. Ko se varjeni deli ohlajajo, se nekateri deli ohlajajo hitreje in krčijo bolj kot drugi, kar da prosto pot zaostalim napetostim.
Tudi litje lahko zaradi neenakomernega ohlajevanja povzroča zaostale napetosti. Zaradi litih spon se je zaradi tega vzroka leta 1967 porušil na primer viseči most Silver Bridge nad reko Ohio, ki je povezoval mesto Point Pleasant v Zahodni Virginiji in Okrožje Gallia v Ohiu.